# Hurrikan Hattie
Hurrikan Hattie war ein Kategorie-5-Hurrikan, der im Jahr 1961 Mittelamerika getroffen hat. Er bildete sich über der Karibik und traf am 31. Oktober 1961 Belize – in weiterer Folge drehte er sich zurück und gelangte in den Golf von Mexiko. Hurrikan Hattie ist einer der schlimmsten Hurrikans, der jemals Belize getroffen hat. 307 Menschen starben und große Teile von Belize wurden zerstört.

## Nachwirkungen
Als Folge von Hattie entschloss sich die Regierung, die schwer getroffene Hauptstadt Belize City an der Karibikküste zu verlassen und einen neuen Ort für eine Hauptstadt zu suchen. Daraus entstand die Retortenstadt Belmopan ca. 80 Kilometer landeinwärts von Belize City. Doch wuchs die Stadt anfangs langsamer als geplant, auch aufgrund der Lage und des heißen und schwülen Klimas und vor allem, weil – von Behörden abgesehen – nur wenige Arbeitgeber von Belize City nach Belmopan umzogen. 2021 hatte die neue Hauptstadt 26.906 Einwohner (Stand: 30. Juni 2021).